# 洛里亚
洛里亚（義大利語：Loria），是意大利威尼托大区特雷维索省的一个市镇。总面积23.18平方公里，人口9004人，人口密度388.4人/平方公里（2009年）。国家统计（ISTAT）代码为026036。